# Васил Радев
Васил Г. Радев е български геолог. Той един от основателите на Българското геологическо дружество.

## Биография
Васил Григоров Радев е роден на 7 ноември 1879 година стар стил в град Тулча, Румъния.
Следва геология в Цюрих, където през 1914 година защитава докторската си дисертация. Работи като учител в родния си град. Последователно е асистент, доцент и извънреден професор в Катедрата по Геология и Палеонтология в Софийския Университет.  Води курсове по геология, хидрология и физически особености на Земята. Един от основателите на Българското геологическо дружество.

## Семейство
Женен за Иванка Тихчева, дъщеря на адв. Марин Тихчев и Мария Хаджииванова (дъщеря на Иван Вълчанов и внучка на Вълчан войвода)
Погребан е в парцел 8 на Централните софийски гробища.

## Избрани произведения
- Принос към геологията на Рила планина. I. Геологията на местността Пашаници и съседните на нея области: Скакавец и Доспей-Махленската котловина //  Годишник на Софийския университет. Физико-математически факултет. Книга 1; Annuaire de l'Universite de Sofia. Faculte Physico-mathematique 20 (3).   1924. с. 33-63. Посетен на 30 април 2025.
- Самородната мед при с. Княжево (с 7 таблици) //  Годишник на Софийския университет. Физико-математически факултет. Книга 3; Annuaire de l'Universite de Sofia. Faculte Physico-mathematique 21 (ІІI).   1924-1925. с. 1-30. Посетен на 30 април 2025.
- Дикилиташките стълбове от биогентична гледна точка //  Годишник на Софийския университет. Физико-математически факултет. Книга 3; Annuaire de l'Universite de Sofia. Faculte Physico-mathematique. Livre 3 35 (3).   1939. с. 201-224. Посетен на 29 април 2025.
- Принос към геологията на Рила планина. II. Геология на Белчинската планина //  Годишник на Софийския университет. Физико-математически факултет. Книга 3; Annuaire de l'Universite de Sofia. Faculte Physico-mathematique. Livre 3 36 (3).   1939-1940. с. 17-18. Посетен на 29 април 2025.